# ديانا ويستون
ديانا ويستون (بالإنجليزية: Diana Weston)‏ هي ممثلة بريطانية، ولدت في 13 نوفمبر 1953 في تورونتو في كندا.

## وصلات خارجية
- ديانا ويستون على موقع IMDb (الإنجليزية)
- ديانا ويستون على موقع قاعدة بيانات الفيلم (الإنجليزية)